# Sabine Dahl
Sabine Dahl (* 1968 in Berlin) ist eine deutsche freie Journalistin, die im Laufe ihrer Karriere beim ORB, Inforadio und beim ZDF-Morgenmagazin gearbeitet hat. Heute arbeitet sie als Moderatorin für Veranstaltungen, Tagungen und Podiumsdiskussionen und als Reporterin und Prime-Time-Moderatorin beim rbb24 Inforadio.

## Leben
Sabine Dahl wurde 1968 in Berlin geboren.
Nachdem sie eine Ausbildung als Wirtschaftskorrespondentin in Englisch und Französisch und ein Lehramtsstudium in Englisch und Sport absolviert hatte, arbeitet sie seit 1991 als freie Journalistin in Hörfunk und Fernsehen. 
Im Laufe ihrer Karriere hat sie u. a. als Morgenmoderatorin und Reporterin bei Antenne Brandenburg und für das ZDF als Reporterin und Redakteurin in Mainz, Berlin und Potsdam gearbeitet.
Sie ist Kommunikations- und Medientrainerin bei der ems – electronic media school in PotsdamBabelsberg.
Seit 1999 moderiert sie das Frühprogramm im Inforadio im rbb.
2014 wurde sie für den Deutschen Radiopreis von der Jury des Grimme-Instituts in der Kategorie „Beste Moderatorin“ für „Der Morgen“ nominiert.
Sabine Dahl wohnt im Bundesland Brandenburg.